# Coupe du monde de VTT
Ne doit pas être confondu avec Coupe du monde de VTT Trial.
La Coupe du monde de VTT est un condensé de courses de vélo tout terrain organisée par l'Union cycliste internationale (UCI).
Les coureurs gagnent des points en fonction de leur placement dans chaque manche de coupe du monde. Le leader de chaque coupe du monde est identifié par un maillot.

## Historique
En 1988, le Grundig Challenge Mountain Bike World Cup est créé. Cette première édition compte cinq manches de cross-country en Europe et est remportée par le Belge Raymond Desonay. L'année suivante, le challenge passe à six manches (victoire de l'Allemand Volker Krukenbaum) puis neuf en 1990 (victoire de l'Allemand Mike Kluge), toutes disputées en Europe.[réf. nécessaire]
En 1991 a lieu la première Coupe du monde officiellement organisée par l'UCI. Elle est uniquement composée d'épreuves de cross-country, avec cinq manches en Europe, deux aux États-Unis et une au Canada. La coupe du monde de descente fait son apparition deux ans plus tard. La coupe du monde de dual slalom est lancée en 1998, avant d'être remplacée en 2002 par le four-cross. La saison 2012 voit le four-cross disparaître à son tour et le cross-country éliminatoire arriver sur le circuit. La Coupe du monde junior (17/18 ans) arrive en 2013. 
Depuis 2018, chaque manche de cross-country élites est précédée d'une épreuve de cross-country short track (XCC) dont les résultats octroient des points au général et servent à déterminer la grille de départ de la course. 
En 2020, la première Coupe de monde de cross-country à assistance électrique (E-mountain bikes ou E-MTB) est organisée.
À partir de 2022, l'UCI met également en place un classement général pour le cross-country short track et dès 2023 un classement espoirs (-23 ans) dans chaque genre.

## Palmarès

### Épreuves actuelles

#### Cross-country

##### Hommes élites
| Année | 1er                       | 2e                        | 3e                                      |
| ----- | ------------------------- | ------------------------- | --------------------------------------- |
| 1991  | John Tomac                | Gerhard Zadrobilek        | David Wiens                             |
| 1992  | Thomas Frischknecht       | John Tomac                | Ned Overend                             |
| 1993  | Thomas Frischknecht       | John Tomac                | Peter Hric                              |
| 1994  | Bart Brentjens            | Ned Overend               | Tinker Juarez                           |
| 1995  | Thomas Frischknecht       | Rune Høydahl              | Jan Erik Østergaard                     |
| 1996  | Christophe Dupouey        | Thomas Frischknecht       | Miguel Martinez                         |
| 1997  | Miguel Martinez           | Christophe Dupouey        | Cadel Evans                             |
| 1998  | Cadel Evans               | Miguel Martinez           | Rune Høydahl                            |
| 1999  | Cadel Evans               | Miguel Martinez           | Christoph Sauser                        |
| 2000  | Miguel Martinez           | Bas van Dooren            | Christophe Dupouey                      |
| 2001  | Roland Green              | José Antonio Hermida      | Miguel Martinez                         |
| 2002  | Filip Meirhaeghe          | Christoph Sauser          | Bart Brentjens                          |
| 2003  | Julien Absalon            | Christoph Sauser          | Filip Meirhaeghe                        |
| 2004  | Christoph Sauser          | Roel Paulissen            | Filip Meirhaeghe Jean-Christophe Péraud |
| 2005  | Christoph Sauser          | José Antonio Hermida      | Julien Absalon                          |
| 2006  | Julien Absalon            | Christoph Sauser          | José Antonio Hermida                    |
| 2007  | Julien Absalon            | José Antonio Hermida      | Christoph Sauser                        |
| 2008  | Julien Absalon            | Christoph Sauser          | José Antonio Hermida                    |
| 2009  | Julien Absalon            | José Antonio Hermida      | Burry Stander                           |
| 2010  | Nino Schurter             | Julien Absalon            | Jaroslav Kulhavý                        |
| 2011  | Jaroslav Kulhavý          | Nino Schurter             | Julien Absalon                          |
| 2012  | Nino Schurter             | Jaroslav Kulhavý          | Burry Stander                           |
| 2013  | Nino Schurter             | Daniel McConnell          | Julien Absalon                          |
| 2014  | Julien Absalon            | Nino Schurter             | Daniel McConnell                        |
| 2015  | Nino Schurter             | Julien Absalon            | Jaroslav Kulhavý                        |
| 2016  | Julien Absalon            | Nino Schurter             | Maxime Marotte                          |
| 2017  | Nino Schurter             | Stéphane Tempier          | Maxime Marotte                          |
| 2018  | Nino Schurter             | Mathieu van der Poel      | Maxime Marotte                          |
| 2019  | Nino Schurter             | Mathieu van der Poel      | Henrique Avancini                       |
| 2020  | Pas de classement général | Pas de classement général | Pas de classement général               |
| 2021  | Mathias Flückiger         | Victor Koretzky           | Ondrej Cink                             |
| 2022  | Nino Schurter             | Titouan Carod             | Luca Braidot                            |
| 2023  | Nino Schurter             | Jordan Sarrou             | Mathias Flückiger                       |
| 2024  | Alan Hatherly             | Victor Koretzky           | Filippo Colombo                         |

##### Hommes espoirs
| Année | 1er                       | 2e                        | 3e                        |
| ----- | ------------------------- | ------------------------- | ------------------------- |
| 2011  | Gerhard Kerschbaumer      | Fabien Canal              | Marek Konwa               |
| 2012  | Michiel van der Heijden   | Gerhard Kerschbaumer      | Markus Schulte-Luenzum    |
| 2013  | Markus Schulte-Luenzum    | Hugo Dréchou              | Michiel van der Heijden   |
| 2014  | Jordan Sarrou             | Michiel van der Heijden   | Victor Koretzky           |
| 2015  | Titouan Carod             | Pablo Rodriguez           | Howard Grotts             |
| 2016  | Titouan Carod             | Samuel Gaze               | Marcel Guerrini           |
| 2017  | Mārtiņš Blūms             | Nadir Colledani           | Petter Fagerhaug          |
| 2018  | Petter Fagerhaug          | Joshua Dubau              | Filippo Colombo           |
| 2019  | Vlad Dascalu              | Filippo Colombo           | Jofre Cullell             |
| 2020  | Pas de classement général | Pas de classement général | Pas de classement général |
| 2021  | Martin Vidaurre           | Simone Avondetto          | Joel Roth                 |
| 2022  | Martin Vidaurre           | Carter Woods              | David Campos              |
| 2023  | Adrien Boichis            | Riley Amos                | Carter Woods              |
| 2024  | Riley Amos                | Bjorn Riley               | Luca Martin               |

##### Femmes élites
| Année | 1re                       | 2e                        | 3e                        |
| ----- | ------------------------- | ------------------------- | ------------------------- |
| 1991  | Sara Ballantyne           | Juli Furtado              | Regina Stiefl             |
| 1992  | Ruthie Matthes            | Juli Furtado              | Chantal Daucourt          |
| 1993  | Juli Furtado              | Ruthie Matthes            | Alison Sydor              |
| 1994  | Juli Furtado              | Caroline Alexander        | Alison Sydor              |
| 1995  | Juli Furtado              | Alison Sydor              | Paola Pezzo               |
| 1996  | Alison Sydor              | Gunn-Rita Dahle           | Juli Furtado              |
| 1997  | Paola Pezzo               | Alison Sydor              | Chantal Daucourt          |
| 1998  | Alison Sydor              | Laurence Leboucher        | Paola Pezzo               |
| 1999  | Alison Sydor              | Gunn-Rita Dahle           | Annabella Stropparo       |
| 2000  | Barbara Blatter           | Alison Dunlap             | Alison Sydor              |
| 2001  | Barbara Blatter           | Caroline Alexander        | Marga Fullana             |
| 2002  | Alison Dunlap             | Marga Fullana             | Sabine Spitz              |
| 2003  | Gunn-Rita Dahle           | Sabine Spitz              | Irina Kalentieva          |
| 2004  | Gunn-Rita Dahle           | Marie-Hélène Prémont      | Annabella Stropparo       |
| 2005  | Gunn-Rita Dahle           | Sabine Spitz              | Marie-Hélène Prémont      |
| 2006  | Gunn-Rita Dahle Flesjå    | Marie-Hélène Prémont      | Sabine Spitz              |
| 2007  | Irina Kalentieva          | Marie-Hélène Prémont      | Ren Chengyuan             |
| 2008  | Marie-Hélène Prémont      | Catharine Pendrel         | Marga Fullana             |
| 2009  | Elisabeth Osl             | Lene Byberg               | Catharine Pendrel         |
| 2010  | Catharine Pendrel         | Willow Koerber            | Eva Lechner               |
| 2011  | Julie Bresset             | Catharine Pendrel         | Irina Kalentieva          |
| 2012  | Catharine Pendrel         | Gunn-Rita Dahle Flesjå    | Kateřina Nash             |
| 2013  | Tanja Žakelj              | Eva Lechner               | Kateřina Nash             |
| 2014  | Jolanda Neff              | Catharine Pendrel         | Tanja Žakelj              |
| 2015  | Jolanda Neff              | Gunn-Rita Dahle Flesjå    | Lea Davison               |
| 2016  | Catharine Pendrel         | Annika Langvad            | Emily Batty               |
| 2017  | Yana Belomoyna            | Maja Włoszczowska         | Annika Langvad            |
| 2018  | Jolanda Neff              | Annika Langvad            | Emily Batty               |
| 2019  | Kate Courtney             | Jolanda Neff              | Pauline Ferrand-Prévot    |
| 2020  | Pas de classement général | Pas de classement général | Pas de classement général |
| 2021  | Loana Lecomte             | Evie Richards             | Jenny Rissveds            |
| 2022  | Alessandra Keller         | Rebecca McConnell         | Anne Terpstra             |
| 2023  | Puck Pieterse             | Loana Lecomte             | Mona Mitterwallner        |
| 2024  | Alessandra Keller         | Laura Stigger             | Candice Lill              |

##### Femmes espoirs
| Année | 1re                       | 2e                        | 3e                        |
| ----- | ------------------------- | ------------------------- | ------------------------- |
| 2011  | Pauline Ferrand-Prévot    | Barbara Benko             | Elisabeth Sveum           |
| 2012  | Yana Belomoyna            | Rebecca Henderson         | Jolanda Neff              |
| 2013  | Rebecca Henderson         | Yana Belomoyna            | Andrea Waldis             |
| 2014  | Yana Belomoyna            | Helen Grobert             | Jenny Rissveds            |
| 2015  | Jenny Rissveds            | Alessandra Keller         | Lisa Rabensteiner         |
| 2016  | Sina Frei                 | Kate Courtney             | Anne Tauber               |
| 2017  | Kate Courtney             | Sina Frei                 | Evie Richards             |
| 2018  | Sina Frei                 | Malene Degn               | Evie Richards             |
| 2019  | Ronja Eibl                | Laura Stigger             | Evie Richards             |
| 2020  | Pas de classement général | Pas de classement général | Pas de classement général |
| 2021  | Mona Mitterwallner        | Caroline Bohé             | Kata Blanka Vas           |
| 2022  | Line Burquier             | Noëlle Buri               | Sara Cortinovis           |
| 2023  | Ronja Blöchlinger         | Sofie Pedersen            | Samara Maxwell            |
| 2024  | Kira Böhm                 | Olivia Onesti             | Madigan Munro             |

#### Cross-country short track

##### Hommes élites
| Année | 1er               | 2e              | 3e                |
| ----- | ----------------- | --------------- | ----------------- |
| 2022  | Alan Hatherly     | Filippo Colombo | Titouan Carod     |
| 2023  | Luca Schwarzbauer | Jordan Sarrou   | Joshua Dubau      |
| 2024  | Victor Koretzky   | Alan Hatherly   | Luca Schwarzbauer |

##### Hommes espoirs
| Année | 1er            | 2e           | 3e          |
| ----- | -------------- | ------------ | ----------- |
| 2023  | Adrien Boichis | Carter Woods | Riley Amos  |
| 2024  | Riley Amos     | Bjorn Riley  | Dario Lillo |

##### Femmes élites
| Année | 1re               | 2e                | 3e                |
| ----- | ----------------- | ----------------- | ----------------- |
| 2022  | Alessandra Keller | Rebecca McConnell | Jolanda Neff      |
| 2023  | Puck Pieterse     | Alessandra Keller | Evie Richards     |
| 2024  | Alessandra Keller | Evie Richards     | Rebecca Henderson |

##### Femmes espoirs
| Année | 1er               | 2e              | 3e            |
| ----- | ----------------- | --------------- | ------------- |
| 2023  | Ronja Blöchlinger | Samara Maxwell  | Noëlle Buri   |
| 2024  | Kira Böhm         | Emilly Johnston | Madigan Munro |

#### Descente

##### Hommes
| Année | 1er              | 2e                | 3e                 |
| ----- | ---------------- | ----------------- | ------------------ |
| 1993  | Jürgen Beneke    | John Tomac        | Stefano Migliorini |
| 1994  | François Gachet  | Jürgen Beneke     | Nicolas Vouilloz   |
| 1995  | Nicolas Vouilloz | Mike King         | Myles Rockwell     |
| 1996  | Nicolas Vouilloz | Marcus Klausmann  | Tomás Misser       |
| 1997  | Corrado Hérin    | Jürgen Beneke     | Tomás Misser       |
| 1998  | Nicolas Vouilloz | David Vázquez     | Cédric Gracia      |
| 1999  | Nicolas Vouilloz | Steve Peat        | Gerwin Peters      |
| 2000  | Nicolas Vouilloz | Steve Peat        | David Vázquez      |
| 2001  | Greg Minnaar     | Nicolas Vouilloz  | Mickael Pascal     |
| 2002  | Steve Peat       | Cédric Gracia     | Chris Kovarik      |
| 2003  | Nathan Rennie    | Cédric Gracia     | Mickael Pascal     |
| 2004  | Steve Peat       | Sam Hill          | Nathan Rennie      |
| 2005  | Greg Minnaar     | Sam Hill          | Nathan Rennie      |
| 2006  | Steve Peat       | Sam Hill          | Greg Minnaar       |
| 2007  | Sam Hill         | Matti Lehikoinen  | Steve Peat         |
| 2008  | Greg Minnaar     | Sam Hill          | Gee Atherton       |
| 2009  | Sam Hill         | Greg Minnaar      | Steve Peat         |
| 2010  | Gee Atherton     | Greg Minnaar      | Samuel Blenkinsop  |
| 2011  | Aaron Gwin       | Greg Minnaar      | Gee Atherton       |
| 2012  | Aaron Gwin       | Greg Minnaar      | Gee Atherton       |
| 2013  | Steve Smith      | Gee Atherton      | Greg Minnaar       |
| 2014  | Josh Bryceland   | Aaron Gwin        | Troy Brosnan       |
| 2015  | Aaron Gwin       | Loïc Bruni        | Troy Brosnan       |
| 2016  | Aaron Gwin       | Danny Hart        | Troy Brosnan       |
| 2017  | Aaron Gwin       | Troy Brosnan      | Greg Minnaar       |
| 2018  | Amaury Pierron   | Danny Hart        | Troy Brosnan       |
| 2019  | Loïc Bruni       | Amaury Pierron    | Troy Brosnan       |
| 2020  | Matt Walker      | Loïc Bruni        | Greg Minnaar       |
| 2021  | Loïc Bruni       | Thibaut Dapréla   | Loris Vergier      |
| 2022  | Amaury Pierron   | Loris Vergier     | Finn Iles          |
| 2023  | Loïc Bruni       | Jackson Goldstone | Loris Vergier      |
| 2024  | Loïc Bruni       | Troy Brosnan      | Amaury Pierron     |

##### Hommes juniors
| Année | 1er               | 2e                 | 3e                    |
| ----- | ----------------- | ------------------ | --------------------- |
| 2010  | Troy Brosnan      | George Brannigan   | Lewis Buchanan        |
| 2011  | Troy Brosnan      | Loïc Bruni         | Neko Mulally          |
| 2012  | Loïc Bruni        | Connor Fearon      | Richard Rude          |
| 2013  | Loris Vergier     | Michael Jones      | Noel Niederberger     |
| 2014  | Loris Vergier     | Luca Shaw          | Taylor Vernon         |
| 2015  | Laurie Greenland  | Andrew Crimmins    | Jacob Dickson         |
| 2016  | Finn Iles         | Gaétan Vige        | Elliott Heap          |
| 2017  | Finn Iles         | Sylvain Cougoureux | Matt Walker           |
| 2018  | Thibaut Dapréla   | Henry Kerr         | Kade Edwards          |
| 2019  | Thibaut Dapréla   | Kie A'Hern         | Lucas Cruz            |
| 2020  | Ethan Craik       | Oisin O'Callaghan  | Nuno Reis             |
| 2021  | Jackson Goldstone | Jordan Williams    | Pau Meneyo            |
| 2022  | Jackson Goldstone | Jordan Williams    | Lachlan Stevens-McNab |
| 2023  | Ryan Pinkerton    | Nathan Pontvianne  | Bodhi Kuhn            |
| 2024  | Max Alran         | Luke Wayman        | Asa Vermette          |

##### Femmes
| Année | 1re                    | 2e                     | 3e               |
| ----- | ---------------------- | ---------------------- | ---------------- |
| 1993  | Regina Stiefl          | Giovanna Bonazzi       | Missy Giove      |
| 1994  | Kim Sonier             | Anne-Caroline Chausson | Missy Giove      |
| 1995  | Regina Stiefl          | Giovanna Bonazzi       | Kim Sonier       |
| 1996  | Missy Giove            | Anne-Caroline Chausson | Leigh Donovan    |
| 1997  | Missy Giove            | Anne-Caroline Chausson | Leigh Donovan    |
| 1998  | Anne-Caroline Chausson | Missy Giove            | Nolvenn Le Caër  |
| 1999  | Anne-Caroline Chausson | Missy Giove            | Katja Repo       |
| 2000  | Anne-Caroline Chausson | Missy Giove            | Leigh Donovan    |
| 2001  | Anne-Caroline Chausson | Missy Giove            | Sabrina Jonnier  |
| 2002  | Anne-Caroline Chausson | Sabrina Jonnier        | Tracy Moseley    |
| 2003  | Sabrina Jonnier        | Fionn Griffiths        | Tracy Moseley    |
| 2004  | Céline Gros            | Sabrina Jonnier        | Marielle Saner   |
| 2005  | Sabrina Jonnier        | Tracy Moseley          | Rachel Atherton  |
| 2006  | Tracy Moseley          | Sabrina Jonnier        | Rachel Atherton  |
| 2007  | Sabrina Jonnier        | Tracy Moseley          | Tracey Hannah    |
| 2008  | Rachel Atherton        | Sabrina Jonnier        | Tracy Moseley    |
| 2009  | Sabrina Jonnier        | Tracy Moseley          | Emmeline Ragot   |
| 2010  | Sabrina Jonnier        | Emmeline Ragot         | Tracy Moseley    |
| 2011  | Tracy Moseley          | Floriane Pugin         | Rachel Atherton  |
| 2012  | Rachel Atherton        | Emmeline Ragot         | Myriam Nicole    |
| 2013  | Rachel Atherton        | Emmeline Ragot         | Manon Carpenter  |
| 2014  | Manon Carpenter        | Rachel Atherton        | Emmeline Ragot   |
| 2015  | Rachel Atherton        | Manon Carpenter        | Tahnée Seagrave  |
| 2016  | Rachel Atherton        | Manon Carpenter        | Tracey Hannah    |
| 2017  | Myriam Nicole          | Tahnée Seagrave        | Tracey Hannah    |
| 2018  | Rachel Atherton        | Tahnée Seagrave        | Tracey Hannah    |
| 2019  | Tracey Hannah          | Marine Cabirou         | Veronika Widmann |
| 2020  | Marine Cabirou         | Myriam Nicole          | Nina Hoffmann    |
| 2021  | Valentina Höll         | Myriam Nicole          | Camille Balanche |
| 2022  | Camille Balanche       | Myriam Nicole          | Valentina Höll   |
| 2023  | Valentina Höll         | Nina Hoffmann          | Camille Balanche |
| 2024  | Valentina Höll         | Marine Cabirou         | Tahnée Seagrave  |

##### Femmes juniors
| Année | 1re                   | 2e                  | 3e               |
| ----- | --------------------- | ------------------- | ---------------- |
| 2013  | Tahnée Seagrave       | Fiona Ourdouillie   | Marianne Ruud    |
| 2014  | Tegan Molloy          | Marine Cabirou      | Viktoria Gimenez |
| 2015  | Marine Cabirou        | Viktoria Gimenez    | Georgia Astle    |
| 2016  | Sian A'Hern           | Rona Strivens       | Mélanie Chappaz  |
| 2017  | Mélanie Chappaz       | Paula Zibasa        | Megan James      |
| 2018  | Valentina Höll        | Anna Newkirk        | Paula Zibasa     |
| 2019  | Valentina Höll        | Anna Newkirk        | Mille Johnset    |
| 2020  | Léona Pierrini        | Siel Van Der Velden | Lauryne Chappaz  |
| 2021  | Izabela Yankova       | Phoebe Gale         | Sophie Gutohrle  |
| 2022  | Gracey Hemstreet      | Phoebe Gale         | Izabela Yankova  |
| 2023  | Valentina Roa Sanchez | Lisa Bouladou       | Erice van Leuven |
| 2024  | Erice van Leuven      | Heather Wilson      | Sacha Earnest    |

#### Cross-country marathon

##### Hommes
| Année | 1er                 | 2e                  | 3e              |
| 2005  | Mauro Bettin        | Alban Lakata        | Dario Acquaroli |
| 2006  | Leonardo Páez       | Thomas Dietsch      | Roland Stauder  |
| 2007  | Thomas Dietsch      | Massimo de Bertolis | Alban Lakata    |
| 2008  | Leonardo Páez       | Thomas Dietsch      | Alban Lakata    |
| 2023  | Fabian Rabensteiner | Simon Stiebjahn     | Leonardo Páez   |
| 2024  | Fabian Rabensteiner | Leonardo Páez       | Simon Schneller |

##### Femmes
| Année | 1re             | 2e              | 3e               |
| 2005  | Daniela Louis   | Esther Süss     | Anna Enocsson    |
| 2006  | Pia Sundstedt   | Esther Süss     | Elena Giacomuzzi |
| 2007  | Pia Sundstedt   | Esther Süss     | Ivonne Kraft     |
| 2008  | Pia Sundstedt   | Esther Süss     | Blaža Klemenčič  |
| 2023  | Lejla Njemčević | Bettina Janas   | Kataržina Sosna  |
| 2024  | Vera Looser     | Lejla Njemčević | Janina Wüst      |

#### Cross-country eliminator

##### Hommes
| Année | 1er                       | 2e                        | 3e                        |
| ----- | ------------------------- | ------------------------- | ------------------------- |
| 2013  | Daniel Federspiel         | Simon Gegenheimer         | Fabrice Mels              |
| 2014  | Fabrice Mels              | Simon Gegenheimer         | Daniel Federspiel         |
| 2017  | Simon Gegenheimer         | Lorenzo Serres            | Alberto Mingorance        |
| 2018  | Jeroen van Eck            | Simon Gegenheimer         | Lorenzo Serres            |
| 2019  | Hugo Briatta              | Titouan Perrin-Ganier     | Jeroen van Eck            |
| 2020  | Pas de classement général | Pas de classement général | Pas de classement général |
| 2021  | Jeroen van Eck            | Simon Gegenheimer         | Titouan Perrin-Ganier     |
| 2022  | Simon Gegenheimer         | Titouan Perrin-Ganier     | Quentin Schrotzenberger   |
| 2023  | Titouan Perrin-Ganier     | Simon Gegenheimer         | Lorenzo Serres            |
| 2024  | Edvin Lindh               | Lorenzo Serres            | Theo Hauser               |

##### Femmes
| Année | 1re                       | 2e                        | 3e                        |
| ----- | ------------------------- | ------------------------- | ------------------------- |
| 2013  | Alexandra Engen           | Kathrin Stirnemann        | Jenny Rissveds            |
| 2014  | Kathrin Stirnemann        | Jenny Rissveds            | Alexandra Engen           |
| 2017  | Lizzy Witlox              | Ingrid Bøe Jacobsen       | Coline Clauzure           |
| 2018  | Ingrid Bøe Jacobsen       | Ella Holmegård            | Iryna Popova              |
| 2019  | Gaia Tormena              | Ella Holmegård            | Marion Fromberger         |
| 2020  | Pas de classement général | Pas de classement général | Pas de classement général |
| 2021  | Gaia Tormena              | Marion Fromberger         | Lia Schrievers            |
| 2022  | Gaia Tormena              | Marion Fromberger         | Marcela Lima              |
| 2023  | Gaia Tormena              | Marion Fromberger         | Annemoon van Dienst       |
| 2024  | Gaia Tormena              | Didi de Vries             | Madison Boissière         |

#### Cross-country à assistance électrique

##### Hommes
| Année | 1er            | 2e        | 3e             |
| ----- | -------------- | --------- | -------------- |
| 2021  | Jérôme Gilloux | Joris Ryf | Théo Charmes   |
| 2022  | Jérôme Gilloux | Joris Ryf | Ismael Esteban |
| 2023  | Jérôme Gilloux | Joris Ryf | Théo Charmes   |
| 2024  | Jérôme Gilloux | Joris Ryf | Mirko Tabacchi |

##### Femmes
| Année | 1re            | 2e                  | 3e                 |
| ----- | -------------- | ------------------- | ------------------ |
| 2021  | Mélanie Pugin  | Nathalie Schneitter | Sofia Wiedenroth   |
| 2022  | Nicole Göldi   | Sofia Wiedenroth    | Justine Tonso      |
| 2023  | Justine Tonso  | Sofia Wiedenroth    | Antonia Daubermann |
| 2024  | Anna Spielmann | Sofia Wiedenroth    | Solène Bouissou    |

#### Enduro

##### Hommes
| Année | 1er              | 2e               | 3e             |
| 2023  | Richard Rude Jr. | Jesse Melamed    | Alex Rudeau    |
| 2024  | Richard Rude Jr. | Slawomir Lukasik | Charles Murray |

##### Femmes
| Année | 1re                | 2e                 | 3e              |
| 2023  | Isabeau Courdurier | Morgane Charre     | Harriet Harnden |
| 2024  | Harriet Harnden    | Isabeau Courdurier | Morgane Charre  |

#### Enduro électrique

##### Hommes
| Année | 1er            | 2e          | 3e            |
| 2023  | Fabien Barel   | Kévin Marry | Tiago Ladeira |
| 2024  | Ryan Gilchrist | José Borges | Hugo Pigeon   |

##### Femmes
| Année | 1re                 | 2e            | 3e               |
| 2023  | Florencia Espiñeira | Laura Charles | Ines Thoma       |
| 2024  | Florencia Espiñeira | Laura Charles | Sofia Wiedenroth |

### Épreuves passées

#### Cross-country contre-la-montre

##### Hommes
| Année | 1er       | 2e           | 3e              |
| 2001  | Marco Bui | Roland Green | Miguel Martinez |

##### Femmes
| Année | 1re           | 2e                  | 3e              |
| 2001  | Marga Fullana | Annabella Stropparo | Barbara Blatter |

#### Dual-slalom

##### Hommes
| Année | 1er         | 2e            | 3e               |
| 1998  | Brian Lopes | Dave Cullinan | Eric Carter      |
| 1999  | Eric Carter | Brian Lopes   | Cédric Gracia    |
| 2000  | Brian Lopes | Cédric Gracia | Wade Bootes      |
| 2001  | Brian Lopes | Eric Carter   | Mickael Deldycke |

##### Femmes
| Année | 1re                    | 2e             | 3e              |
| 1998  | Katrina Miller         | Sari Jörgensen | Sabrina Jonnier |
| 1999  | Katrina Miller         | Leigh Donovan  | Tara Llanes     |
| 2000  | Anne-Caroline Chausson | Tara Llanes    | Leigh Donovan   |
| 2001  | Leigh Donovan          | Katrina Miller | Tara Llanes     |

#### 4-cross

##### Hommes
| Année | 1er            | 2e                 | 3e               |
| 2002  | Brian Lopes    | Cédric Gracia      | Mike King        |
| 2003  | Eric Carter    | Michal Prokop      | Mike King        |
| 2004  | Michal Prokop  | Brian Lopes        | Guido Tschugg    |
| 2005  | Brian Lopes    | Michal Prokop      | Cédric Gracia    |
| 2006  | Michal Prokop  | Jared Graves       | Kamil Tatarkovic |
| 2007  | Brian Lopes    | Michal Prokop      | Jared Graves     |
| 2008  | Rafael Álvarez | Guido Tschugg      | Dan Atherton     |
| 2009  | Jared Graves   | Joost Wichman      | Romain Saladini  |
| 2010  | Jared Graves   | Tomáš Slavík       | Joost Wichman    |
| 2011  | Jared Graves   | Roger Rinderknecht | Tomáš Slavík     |

##### Femmes
| Année | 1re                    | 2e              | 3e             |
| 2002  | Anne-Caroline Chausson | Sabrina Jonnier | Katrina Miller |
| 2003  | Katrina Miller         | Sabrina Jonnier | Mio Suemasa    |
| 2004  | Sabrina Jonnier        | Tara Llanes     | Jill Kintner   |
| 2005  | Jill Kintner           | Anneke Beerten  | Jana Horáková  |
| 2006  | Jill Kintner           | Katrina Miller  | Tara Llanes    |
| 2007  | Anneke Beerten         | Jill Kintner    | Mio Suemasa    |
| 2008  | Anneke Beerten         | Anita Molcik    | Mio Suemasa    |
| 2009  | Anneke Beerten         | Fionn Griffiths | Jill Kintner   |
| 2010  | Anita Molcik           | Anneke Beerten  | Jana Horáková  |
| 2011  | Anneke Beerten         | Melissa Buhl    | Lucia Oetjen   |